# Michele Federico Sciacca
Michele Federico Sciacca (né le 12 juillet 1908 à Giarre, dans la province de Catane, en Sicile et mort le 24 février 1975 à Gênes) est un philosophe italien. 

## Biographie
Né à Giarre, dans la province de Catane, Michele Federico Sciacca s'inscrit en 1926 à l'université de Naples dont il sort en 1930 avec une maîtrise de philosophie. Il commence ensuite une carrière universitaire et, en 1946, fonde la revue Il giornale di metafisica. 
Avec le philosophe Giovanni Gentile, il entretint des relations intenses sur le plan philosophique, accompagnées d'une grande estime réciproque, comme en témoigne la correspondance étroite entre les deux philosophes ; bien vite, cependant, il s'éloigne du courant de pensée idéaliste pour conduire sa recherche philosophique sur un mode plus large, ce qui le conduit à étudier pendant un certain temps, grâce à ses connaissances sur l'Église, autant le courant du mysticisme chrétien que celui du spiritualisme chrétien. 
À partir de 1947, il enseigne à l'université de Gênes, qui par la suite donna son nom au Dipartimento di studi sulla storia del pensiero europeo (Département d'études sur l'histoire de la pensée européenne). C'est à Gênes même qu'il meurt en 1975, à l'âge de 66 ans. 
Profond connaisseur de la pensée du prêtre et philosophe Antonio Rosmini, il est à l'origine de la fondation du Centro Internazionale di Studi Rosminiani di Stresa (Centre international d'études rosminiennes de Stresa), et il est une des figures majeures du spiritualisme philosophique du XXe siècle. 
Il est enterré près du Mont Sacré de Domodossola, maison-mère de l'Institut de la Charité, où reposent de nombreux membres ayant appartenu à la congrégation.

## Œuvres
- 1949 S. Agostino - Morcelliana, Brescia
- 1954 L'Anima - Morcelliana, Brescia
- 1951 Atto ad essere – Fratelli Bocca, Rome
- 1958 Interpretazioni rosminiane – Marzorati, Milan
- 1963 Come si vince a Waterloo – Marzorati, Milan
- 1965-1967 La filosofia e la scienza nel loro sviluppo storico. Per i licei scientifici - Cremonese, Rome
- 1967 Platone - Marzorati, Milan
- 1968 Filosofia e antifilosofia - Marzorati, Milan
- 1969 La Chiesa e la civiltà moderna - Marzorati, Milan
- 1969 Pagine di critica letteraria (1931-1935) - Marzorati, Milan
- 1971 Studi sulla filosofia antica. Con un'appendice sulla filosofia medioevale - Marzorati, Milan
- 1972 Ontologia triadica e trinitaria. Discorso metafisico teologico - Marzorati, Milan
- 1974, L'Insegnamento della filosofia : atti del II Convegno di studi, Messina, maggio 1974 - Editrice peloritana, Messine
- 1975 Reflexiones inactuales sobre el historicismo hegeliano - Fundación Universitaria Española, Madrid
- 1990 Ontologia triadica e trinitaria – L'Epos, Palerme
- 1991 Atto ad essere – L'Epos, Palerme
- 1993 Il magnifico oggi – L'Epos, Palerme
- 1993 In Spirito e Verità – L'Epos, Palerme
- 1993 La clessidra – L'Epos, Palerme
- 1993 L'ora di Cristo – L'Epos, Palerme